# Bezirk San Félix
San Félix ist ein Bezirk (distrito) der Provinz Chiriquí in Panama. Die Einwohnerzahl betrug laut Volkszählung 2023 6881.

## Gliederung
Der Bezirk San Félix ist administrativ in folgende Corregimientos unterteilt:
- Las Lajas (Hauptstadt)
- Juay
- Lajas Adentro
- San Félix
- Santa Cruz